# 乔包索包迪
乔包索包迪（匈牙利語：Csabaszabadi）是匈牙利贝凯什州所辖的一个村。总面积32.71平方公里，总人口351，人口密度10.7人/平方公里（2011年1月1日）。